# Afroapoderus cephalotes
Afroapoderus cephalotes es una especie de coleóptero de la familia Attelabidae.

## Distribución geográfica
Habita en Camerún, Guinea y República Democrática del Congo.